# Berriz
Berriz è un comune spagnolo di 4 312 abitanti situato nella comunità autonoma dei Paesi Baschi.